# Robert Antonín ze Salm-Reifferscheidt-Raitze
Robert Antonín Ludvík starohrabě ze Salm-Reifferscheidt-Raitze (německy Robert Anton Ludwig Altgraf von Salm-Reifferscheidt-Raitz; 19. prosince 1804 Praha – 25. března 1875 Vídeň) byl český šlechtic, rakouský politik a státní úředník. Zastával úřady místodržitele v italských državách Rakouského císařství, několik let působil také v zemské správě Českého království.

## Život

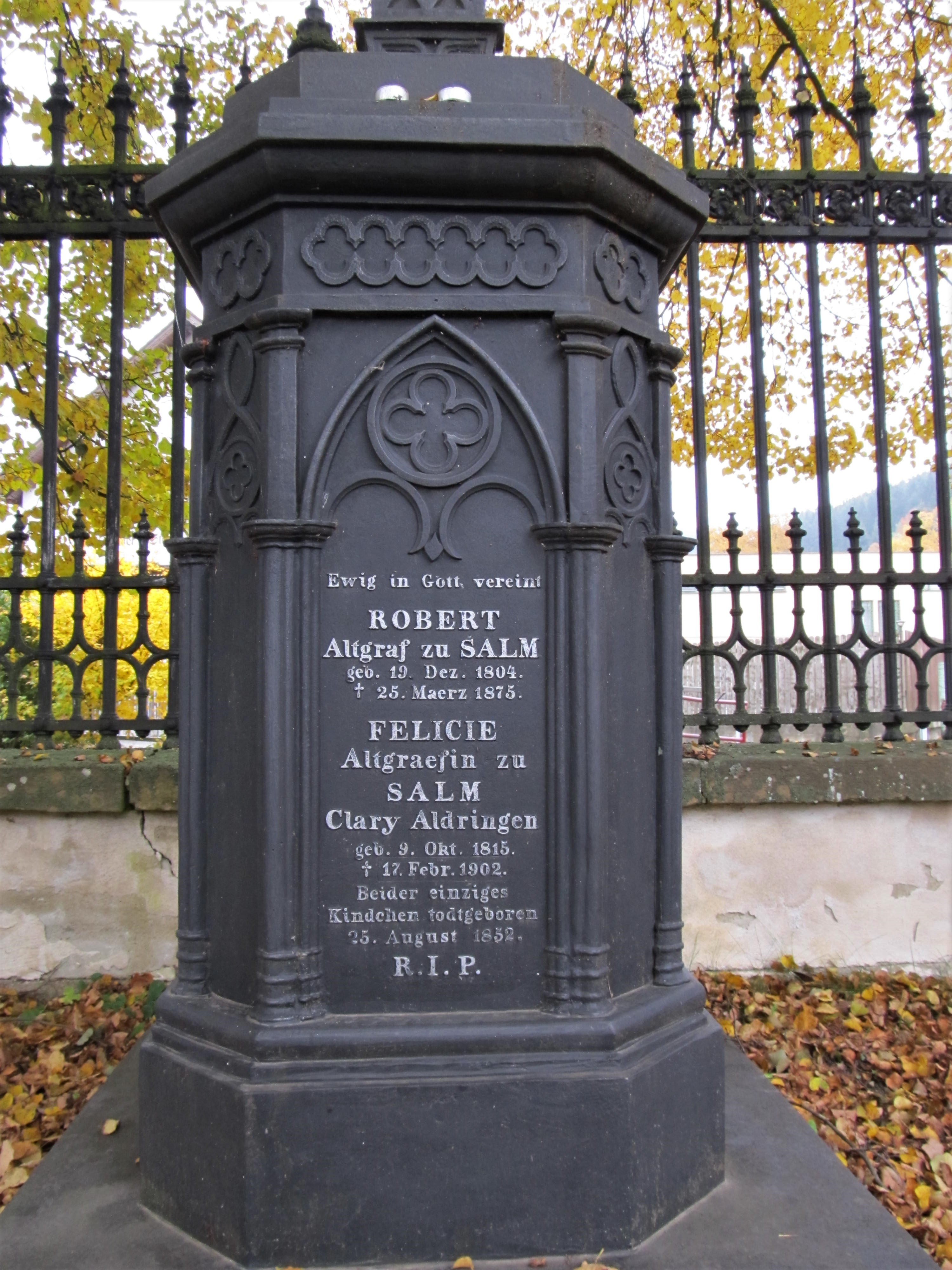
Hrob Roberta Antonína Salma a jeho manželky Felicitas na rodovém hřbitově ve Sloupu

Pocházel ze starého německého rodu Salmů, patřil k větvi Salm-Reifferscheidt-Raitz označované podle hlavního rodového sídla v Rájci nad Svitavou. Narodil se 19. prosince 1804 v Praze jako mladší syn průmyslníka a badatele Huga Františka, knížete ze Salm-Reifferscheidt-Raitze (1776–1836) a jeho manželky Marie Josefiny McCaffryové (1775–1836), německé šlechtičny ze skotské rodiny. Vystudoval práva, díky otcově zájmům získal také vynikajicí vzdělání v přírodních vědách. Se svým jazykovým vybavením později proslul mimo jiné překlady přírodovědných článků a publikací z maďarštiny do němčiny, překládal také beletrii. Po studiích vstoupil do státních služeb a v roce 1828 byl jmenován c. k. komořím.
V prosinci 1840 byl jmenován guvernérem Milána a rakouské Lombardie. V této funkci setrval jen do května 1841, kdy úřad přešel na hraběte Jana Baptistu ze Spauru. Jeho krátké období v úřadu bylo spíše provizorní, neboť Spaur byl jmenován již koncem roku 1840, musel však opustit svůj úřad v Benátkách a přestěhovat se do Milána. To si vyžádalo zavření úřadu na několik měsíců poté, co bývalý guvernér František z Hartigu definitivně opustil politickou scénu a odešel do ústraní. V roce 1843 byl Robert Antonín Salm jmenován c. k. tajným radou a po rezignaci hraběte Karla Chotka stanul dočasně v čele zemské správy Českého království, nikoli však v dosavadní funkci nejvyššího purkrabího, ale jako dočasný správce zemského gubernia. Úřad zastával jen provizorně od července do prosince 1843, kdy se novým českým místodržitelem stal arcivévoda Štěpán. Robert Antonín Salm pak vykonával funkci guberniálního viceprezidenta a formálně zastával také úřad nejvyššího zemského hofmistra. Angažoval se také v aktivitách Vlastenecké společnosti Národního muzea a v roce 1847 obdržel za zásluhy Řád železné koruny. Když arcivévoda Štěpán v roce 1847 odjel do Uher, kde převzal funkci palatina, Salm znovu dočasně stál v čele české zemské správy (od listopadu 1847 do února 1848). V únoru 1848 byl povolán zpět do severní Itálie, kde byl jmenován guvernérem Přímoří se sídlem v Terstu. V této funkci setrval do prosince 1848, později byl dlouholetým sekčním šéfem a odborným přednostou na rakouském ministerstvu vnitra. Do výslužby odešel v roce 1866. Během svého působení v Itálii zakoupil soubor italského nábytku, který je dnes součástí sbírek zámku v Rájci.
Robert Antonín starohrabě ze Salm-Reifferscheidt-Raitze zemřel ve Vídni 25. března 1875 v důsledku Brightovy choroby.

## Rodina
Jeho manželkou byla od roku 1845 hraběnka Felicitas Sidonie Clary-Aldringenová (1815–1902), která byla později c. k. palácovou dámou a dámou Řádu hvězdového kříže. Manželství zůstalo bez potomstva, ale nápis na jejich společném hrobu na rodovém hřbitově ve Sloupu uvádí mrtvě narozená dvojčata (1852).
Hlavou rodu Salmů byl Robertův starší bratr Hugo (1803–1888), který se po otcově vzoru prosadil v podnikání, byl též poslancem moravského zemského sněmu a později dědičným členem rakouské Panské sněmovny.

## Vyznamenání
- Rytíř I. třídy Řádu železné koruny (1847)